# ريو هيراي
ريو هيراي (باليابانية: 平井理央؛ بالكانا: ひらい りお) هي مذيعة ‏ وتارينتو يابانية، ولدت في 15 نوفمبر 1982 في نيشي طوكيو في اليابان.